# Romantisme écossais
 (décembre 2016).
- Si vous ne connaissez pas le sujet, laissez ce bandeau (vous pouvez alors contacter les auteurs).
- Si vous supprimez le contenu mis en cause (vous pouvez préalablement contacter les auteurs),

argumentez précisément cette suppression dans la page de discussion
(un manque de référence n'est pas un argument ; une recherche réelle de référence doit avoir été effectuée, être formellement documentée).
Le romantisme écossais est un mouvement artistique, littéraire et intellectuel apparu en Écosse entre la fin du XVIIIe et le début du XIXe siècle. Il fait partie du mouvement romantique en Europe, lequel s’opposait, en partie, au siècle des Lumières. Il met en valeur les sentiments individuels, nationaux et émotionnels, se détachant ainsi des modèles de la Renaissance et du classicisme pour se rapprocher du Moyen Âge.
Dans le domaine des arts, et plus précisément dans la littérature et le théâtre, le romantisme se manifeste à travers le succès de l’œuvre du barde mythique Ossian, l’exploration de la poésie nationale dans l’œuvre de Robert Burns et les romans historiques de Walter Scott. Scott a aussi contribué considérablement au développement d’un théâtre national écossais. De plus, le domaine des arts a été profondément influencé par Ossian ainsi que par une nouvelle représentation des Highlands en tant que paysage sauvage et dramatique. Scott a marqué l’architecture en reconstruisant Abbotsford House au début du XIXe siècle, déclenchant ainsi une renaissance du style architectural « Scottish Baronial ». Dans le domaine de la musique, Burns a participé à une tentative de produire un canon des chansons écossaises, ce qui a mené à une influence réciproque entre la musique écossaise et la musique classique de l’Europe continentale. Par la suite, la musique romantique s’est imposée en Écosse et est restée dominante jusqu’au XXe siècle.
Sur le plan intellectuel, Scott, ainsi que d’autres personnalités comme Thomas Carlyle, ont contribué au développement de l’historiographie et de la notion de l’imagination historique. Le Romantisme a également influencé les sciences, en particulier la biologie, la géologie, l’optique et l’astronomie, ce qui a accordé à l’Écosse un rôle important dans ces domaines - un rôle qu’elle a préservé jusqu’à la fin du XIXe siècle. La philosophie en Écosse était dominée par l’École Écossaise du Sens Commun. Celle-ci partage certains éléments avec le romantisme et a exercé une grande influence sur le développement du transcendantalisme. Scott a également joué un rôle important dans la politique écossaise et britannique en contribuant à la création d’une représentation romantisée de l’Écosse et des Highlands, autant de projets qui ont essentiellement changé l’identité nationale de l’Écosse.
Le mouvement du romantisme a commencé à décliner dans les années 1830, mais son influence a néanmoins persisté dans certains domaines comme celui de la musique jusqu’au début du XXe siècle. Il a également façonné l’identité écossaise, ainsi que la perception internationale du pays.

## Définitions
Le romantisme est un mouvement artistique, littéraire et intellectuel complexe qui s’est formé pendant la deuxième moitié du XVIIIe siècle en Europe de l’Ouest et qui a gagné en influence pendant et après la Révolution industrielle et la Révolution française. Il s’agit, en partie, d’une révolte contre le mouvement des Lumières, qui rationalise la nature ; mais le romantisme a également influencé l’historiographie, la philosophie et les sciences naturelles.
Le Romantisme a été décrit comme “la renaissance de la vie et de la pensée du Moyen ge”, car il se démarque des modèles rationalistes et classicistes. Il promeut le médiévisme et des éléments de l’art et du récit considérés comme étant authentiquement médiévaux, pour tenter d’échapper aux contraintes de la croissance démographique, l’expansion urbaine et l’industrialisation. Ainsi, l’exotisme, l’inconnu et le lointain constituent des éléments clés du Romantisme. Le mouvement est aussi associé à des révolutions politiques, notamment celles en Amérique et en France, ainsi que des mouvements d’indépendance, en particulier en Pologne, en Espagne et en Grèce. On attribue souvent au Romantisme les notions de l’affirmation émotionnelle de soi et de l’expérience individuelle, liées aux notions de l’infini, du transcendantal et du sublime. Dans l’art, l’accent est mis sur l’imagination, le paysage et une correspondance spirituelle avec la nature. Margaret Drabble a décrit le romantisme comme « une révolte constante contre la forme classique, la moralité conservatrice, le gouvernement autoritaire, l’insincérité personnelle et la modération humaine ».

## Littérature et théâtre

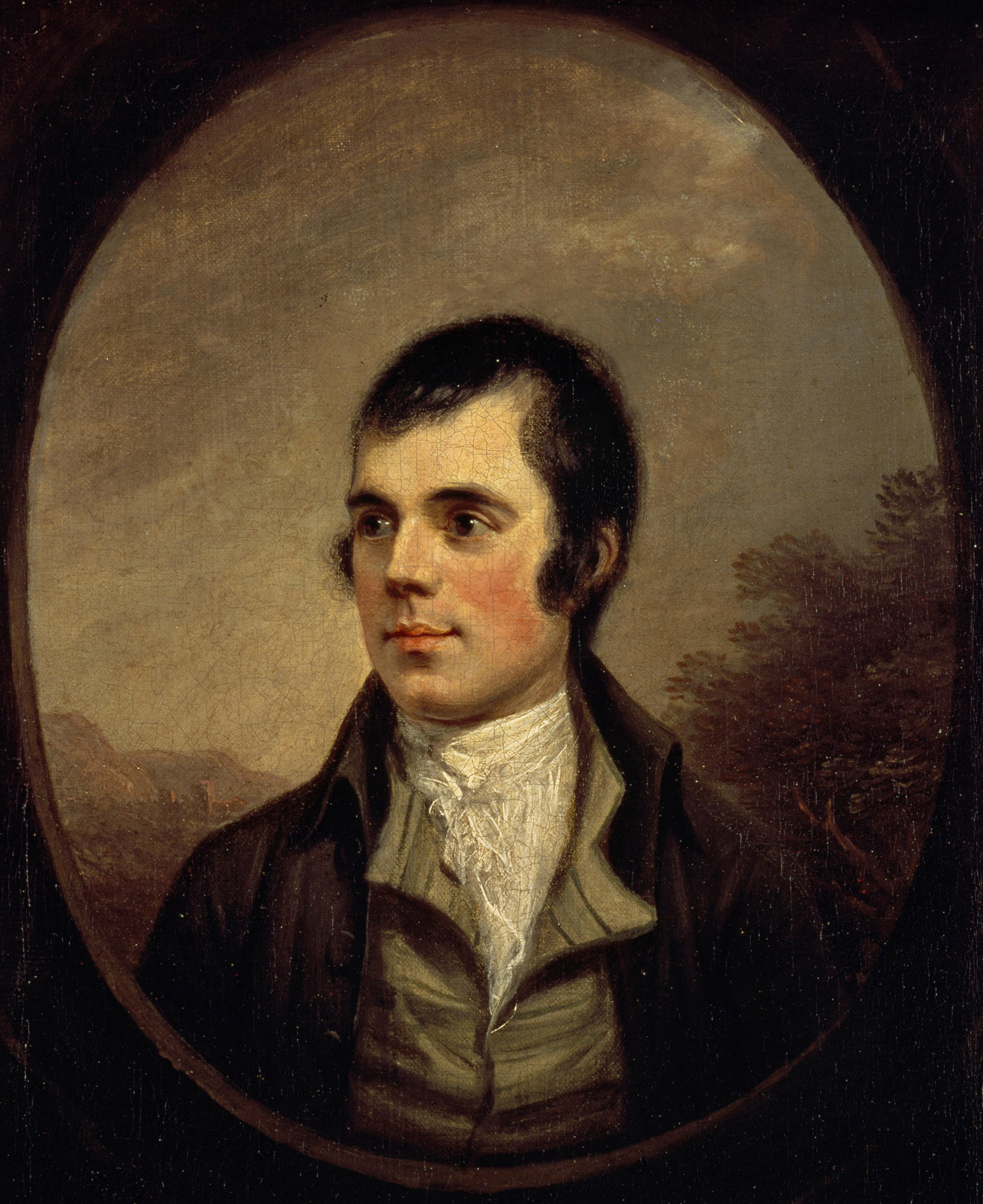
Portrait de Robert Burns réalisé par Alexander Nasmyth en 1787

Bien que l’union avec l’Angleterre en 1707 ait mené en Écosse à une adoption intensifiée de la langue et de la culture anglaise, la littérature écossaise a néanmoins développé une forte identité nationale et a commencé à bénéficier d’une réputation internationale. Allan Ramsay (1686-1758) a jeté les bases d’un intérêt renouvelé pour la littérature écossaise plus ancienne ; il a également déclenché la tendance de la poésie pastorale en créant la forme de strophe « Habbie ». James Macpherson (1736-96) est le premier poète écossais à acquérir une réputation internationale. Après avoir revendiqué la découverte de poèmes inédits du poète ancien Ossian, Macpherson a publié des traductions qui ont joui d’une popularité internationale et qui ont été déclarées l’équivalent celtique des poèmes épiques classiques. Le poème intitulé Fingal (1762) a rapidement été traduit dans de nombreuses langues européennes et, grâce à son évocation de la beauté naturelle et son traitement de la légende ancienne, il est considéré comme ayant déclenché le mouvement Romantique en Europe, en particulier dans la littérature allemande, par son influence sur Johann Gottfried von Herder et Johann Wolfgang von Goethe. Le poème a également été popularisé en France par des personnages comme Napoléon. Plus tard, les poèmes se sont avérés ne pas être des traductions directes du gaélique, mais des adaptations fleuries, créées pour convenir aux attentes esthétiques du public.
Robert Burns (1759-96) et Walter Scott (1771-1832) ont été considérablement influencés par le cycle ossianique. Burns, un poète du Ayrshire, est généralement considéré comme le poète national d’Écosse, ainsi qu’un personnage clé du romantisme. Son poème Auld Lang Syne (qui est aussi une chanson) est souvent chanté lors de la fête de Hogmanay (le dernier jour de l’an) et Scots Wha Hae a longtemps servi d’hymne national non officiel du pays. Scott, lui, a commencé sa carrière littéraire avec la poésie, et a également rassemblé et publié des ballades écossaises. Sa première œuvre de prose, Waverley (1814), est souvent décrite comme le premier roman historique. Ainsi a commencé une carrière littéraire couronnée de succès, suivi par d’autres romans historiques comme Rob Roy (1817), Le Cœur du Midlothian (1818) et Ivanhoé(1820). Scott est sans doute le personnage qui a le plus contribué à la définition et la popularisation de l’identité culturelle écossaise pendant le XIXe siècle. D’autres personnalités littéraires importantes sont associées au romantisme : le poète et romancier James Hogg (1770-1835), Allan Cunningham (1784-1842) et John Galt (1779-1839). Un des personnages les plus influents du mouvement romantique, Lord Byron, a grandi et vécu en Écosse jusqu’à ce qu’on lui accorde son titre anglais.
De plus, deux des plus importants magazines de l’époque, le Edinburgh Review (fondé en 1802) et le Blackwood’s Magazine (fondé en 1817), avaient leur siège en Écosse. Ceux-ci ont profondément influencé le développement de la littérature et du théâtre britannique pendant l’époque du Romantisme,. Ian Duncan et Alex Benchimol indiquent que des publications comme les romans de Scott, ainsi que les magazines littéraires, faisaient partie d’un romantisme écossais hautement dynamique grâce auquel Édimbourg est devenu la capitale culturelle de la Grande-Bretagne et un lieu central pour le développement d’un « nationalisme des Îles Britanniques ».

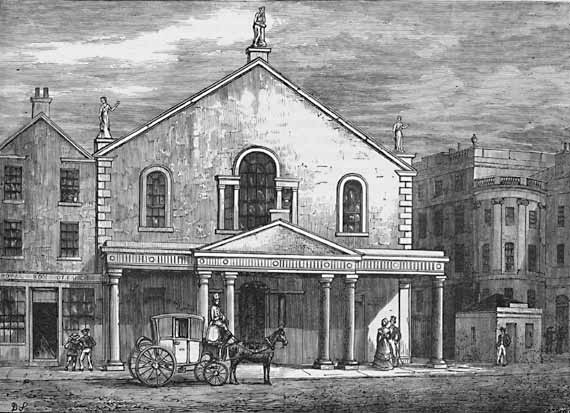
Le théâtre royal d’Édimbourg entre 1769 et 1830

Le « théâtre national » écossais est apparu au début du XIXe siècle quand des pièces de théâtre aux thèmes spécifiquement écossais ont commencé à dominer la scène écossaise. Auparavant, les théâtres avaient été découragés par l’Église d’Écosse et la crainte des assemblées jacobines. Pendant la fin du XVIIIe siècle, de nombreuses pièces de théâtre ont été écrites pour des petites compagnies de théâtres indépendants ; ces pièces n’ont pas été publiées, ce qui a entraîné la disparition de la plupart d’entre elles. Vers la fin du siècle, les « spectacles dans un fauteuil », écrits pour être lus plutôt qu’interprétés sur scène, deviennent populaires. Ils sont influencés par la tradition de la ballade et par le romantisme gothique.
Le théâtre national écossais, apparu pendant le début du XIXe siècle, a un caractère majoritairement historique. Les pièces sont basées sur des adaptations des romans de Scott. Au répertoire existant de pièces de théâtre aux thèmes écossais figuraient entre autres Macbeth de Shakespeare (1605), Marie Stuart de Friedrich Schiller (1800), Douglas de John Home (1756) et The Gentle Shepherd de Ramsay (1725). Parmi les ballets inspirés par l’Écosse, on compte Jockey and Jenny et Love in the Highlands. Scott avait un intérêt particulier pour le théâtre et était actionnaire du théâtre royal d’Édimbourg. Family Legend, pièce de Baillie sur le sujet des Highlands, est produite pour la première fois à Édimbourg en 1810, avec l’aide de Scott, pour tenter délibérément de stimuler le théâtre écossais national. Scott a lui aussi écrit cinq pièces de théâtre, dont Hallidon Hill (1822) et MacDuff’s Cross (1822), qui sont des histoires écossaises patriotiques. Certains romans de Scott, comme La Dame du lac (1817), Le Cœur du Midlothian (1818) et Rob Roy ont été adaptés pour le théâtre. Ces adaptations ont d’abord été interprétées dans des petits théâtres. Guy Mannering, La Fiancée de Lammermoor et L’Abbé ont également été interprétés sur scène. Ces pièces très populaires ont attiré un public plus grand et plus diversifié sur le plan social et a, jusqu’à la fin du siècle, contribué au développement des pratiques de théâtre écossaises.

## Art

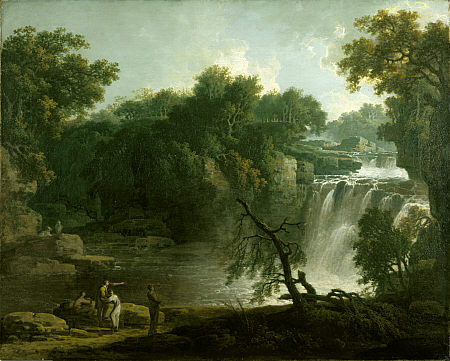
Les Cascades du Clyde : Corra Linn par Jacob More, c. 1771

Le cycle ossianique est devenu un sujet commun dans l’art écossais, par exemple dans les œuvres d’Alexander Runciman (1736-85) et de David Allan (1744-96),. Pendant cette période, on perçoit un changement d’attitude envers les Highlands et les paysages montagneux en général ; ceux-ci n’étaient plus considérés comme des régions hostiles et désertes, habitées par des personnes marginalisées, mais plutôt comme de beaux exemples d’une nature habitée par des personnes à la nature sauvage qu’on dépeignait maintenant de façon dramatique. Les quatre tableaux Les Cascades du Clyde, que Jacob More a créés avant son départ pour l’Italie, ont été décrits comme « une sorte de monument national naturel » par l’historien d’art Duncan Macmillan et sont considérés comme une influence précoce sur le développement d’une sensibilité Romantique pour le paysage écossais. Runciman était probablement le premier artiste à peindre des aquarelles de paysages écossais, se servant ainsi du style plus romantique apparu vers la fin du XVIIIe siècle.
L’impact du romantisme se manifeste aussi dans les œuvres d’artistes de la fin du XVIIe et du début du XIXe siècle, comme Henry Raeburn (1756-1823), Alexander Nasmyth (1758-1840) et John Knox (1778-1845). Raeburn est l’artiste le plus important de son époque à avoir poursuivi sa carrière en Écosse. Il est né à Édimbourg et y est retourné après son voyage en Italie en 1786. Il est connu pour ses portraits intimes de personnages influents d’Écosse (aristocrates, avocats, médecins, professeurs, écrivains et ministres) créés en ajoutant à la tradition de Reynolds des éléments du romantisme. Il a été élevé au rang de chevalier en 1822, ainsi qu’à celui de Limner du roi et peintre pour l’Écosse en 1823. Nasmyth, lui, a visité l’Italie et travaillé à Londres, mais retourne en Écosse, son pays natal, pour la plus grande partie de sa carrière. Il a produit une diversité d’œuvres, comme son portrait du poète romantique Robert Burns, dans lequel il le met en scène devant un arrière-plan écossais dramatique. Il est, cependant, plus connu pour ses paysages et a été décrit comme « le fondateur de la tradition écossaise du paysage ». L’œuvre de Knox a, elle aussi, perpétué le motif du paysage, en le mettant en relation directe avec les œuvres romantiques de Scott. Il est également l’un des premiers artistes à dépeindre le paysage rural de Glasgow.

## Architecture
La renaissance gothique dans le domaine de l’architecture est considérée comme une expression du romantisme et, d’après Alvin Jackson, le style Scottish Baronial est « une interprétation écossaise du style gothique ». Une partie des premières sources d’une renaissance de l’architecture gothique provient d’Écosse. Le château d’Inveraray, construit d’après les plans de William Adam, incorpore des tourelles au style palladien. Son fils, Robert Adam, a créé des bâtisses dans le même style architectural, comme Mellerstain House et Wedderburn dans la région de Berwickshire, ainsi que Seton House dans l’East Lothian. La tendance est particulièrement reconnaissable dans le château de Culzean dans l’Ayrshire, modifié par Robert en 1777.

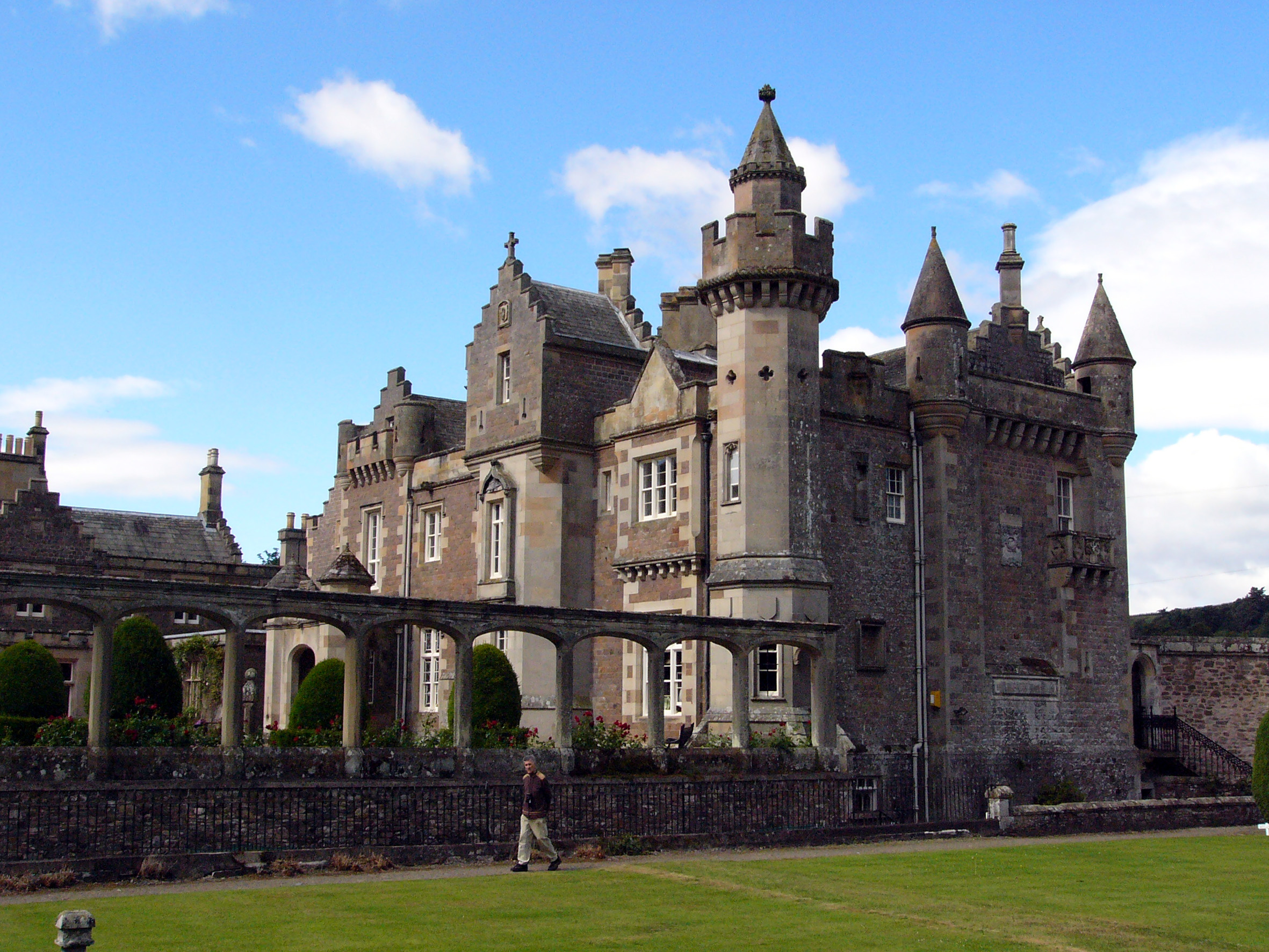
Abbotsford House, reconstruit pour Walter Scott, a contribué à la renaissance du style Scots Baronial.

Abbotsfort House, la résidence privée de Scott, joue un rôle clé dans la renaissance du style Scottish Baronial au début du XIXe siècle. Après avoir été reconstruit en 1816, le bâtiment devient un modèle du mouvement. Des éléments typiques copiés sur des maisons des XVIe et XVIIe siècles sont entre autres les entrées en forme de remparts, des pignons à redans, des tourelles pointues et des mâchicoulis. Ce style devient populaire à travers l’Écosse et est mis en pratique sur des demeures modestes par des architectes comme William Burn (1789–1870), David Bryce (1803–1876), Edward Blore (1787-1879), Edward Calvert (c. 1847-1914) et Robert Stodart Lorimer (1864-1929). On en trouve des exemples dans des milieux urbains, comme la construction de la rue Cockburn à Édimbourg (à partir des années 1850) ou le monument William Wallace à Stirling (1859–69). La reconstruction du château de Balmoral en tant que palais baronial et son adoption comme demeure royale par la reine Victoria de 1855 à 1858 confirmé la popularité de ce style architectural.
Dans le domaine de l’architecture ecclésiastique, on a adopté un style semblable à celui développé en Angleterre. Parmi les personnages importants de ce mouvement se trouve Frederick Thomas Pilkington (1832-98), qui a développé un nouveau style d’église qui s’accordait avec le très populaire style haut gothique, tout en l’adaptant aux besoins liturgiques de L’Église libre d’Écosse. L’église Barclay Viewforth à Édimbourg (1862-64) en est un exemple. Robert Rowand Anderson (1834-1921), qui a été formé dans le service de George Gilbert Scott à Londres avant de retourner à Édimbourg, a travaillé en première ligne sur des petites églises dans le style "First Pointed" (ou Early English) qui est caractéristique des anciens assistants de Scott. En 1880, a atelier conçu certains des bâtiments privés et publics les plus prestigieux d’Écosse comme la Galerie Nationale des Portraits, les coupoles du Old College, de la Faculté médicale et de McEwan Hall, bâtiments appartenant à l’université d’Édimbourg ; l’Hôtel Central à la gare de Glasgow ; l’Église catholique apostolique à Édimbourg; et Mount Stuart House sur l’Île de Bute.

## Musique

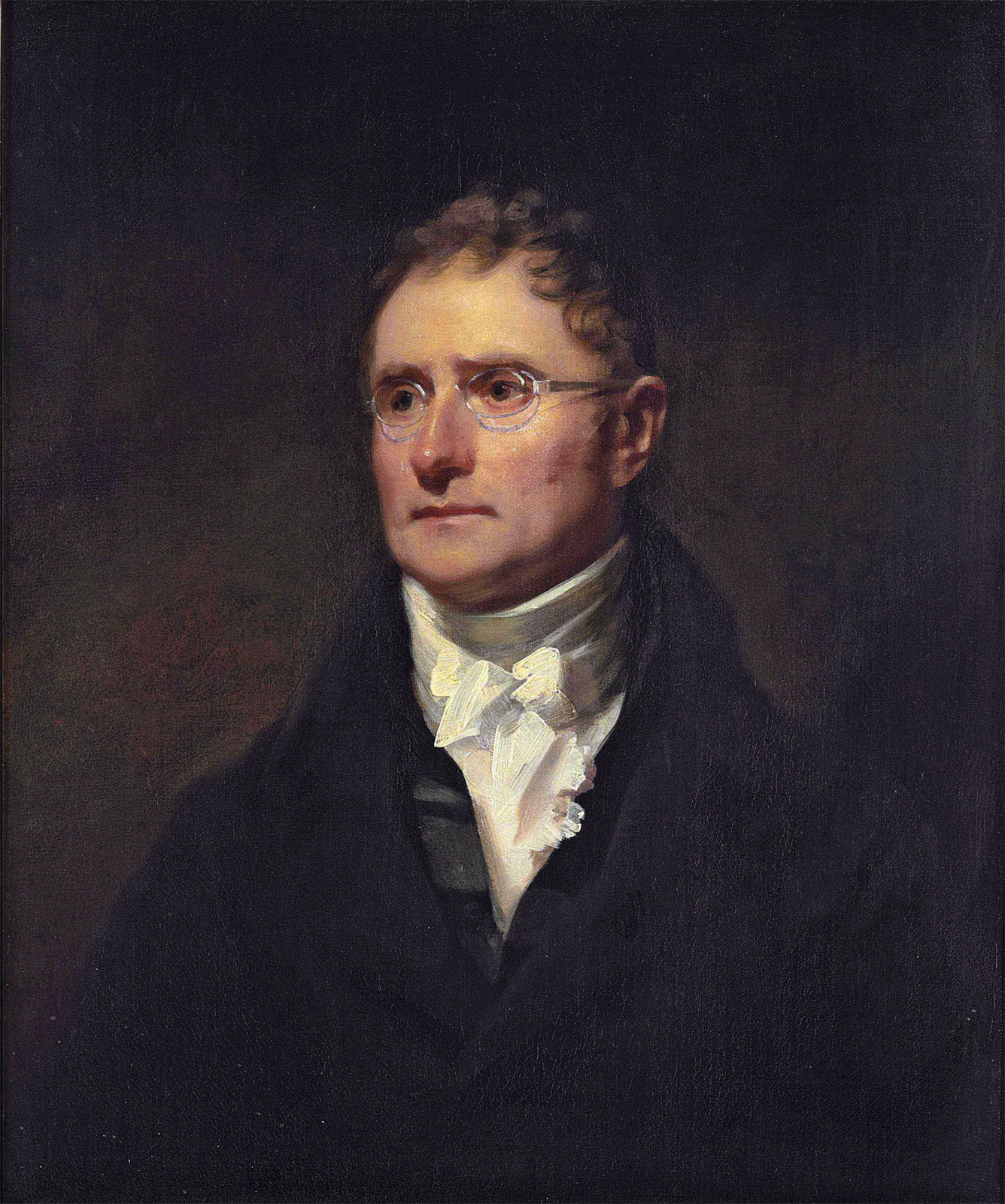
George Thomson peint par Henry Raeburn

La création délibérée d’art nationaliste dans le domaine de la musique est l’un des éléments typiques du romantisme. En Écosse, cette forme a été dominante à partir de la fin du XVIIIe et jusqu’au début du XXe siècle. Dans les années 1790, Robert Burns a tenté de produire un recueil de musique nationale écossaise en s’appuyant sur le travail d’antiquaires et de musicologues comme William Tytler, James Beattie et Joseph Ritson. Avec la collaboration de James Johnson, vendeur et expert en notation musicale, il a contribué à un tiers des chansons de la collection « The Scots Musical Museum », publiée en six volumes entre 1787 et 1803. Burns a collaboré avec George Thomson pour la création d’une « Sélection d’air originaux écossais », publiée de 1793 à 1818, dans laquelle des chansons folkloriques écossaises sont adaptées avec des arrangements « classiques ». Thompson a trouvé son inspiration dans l’interprétation de chansons écossaises par des castrats italiens lors des Concerts de la Sainte-Cécile à Édimbourg. Il a recueilli des chansons écossaises et obtenu des arrangements musicaux des meilleurs compositeurs européens, comme Joseph Haydn et Ludwig van Beethoven. Burns était chargé de la rédaction des textes. La « Sélection d’air originaux écossais » a été publiée en cinq volumes entre 1799 et 1818. La collection a contribué à l’incorporation de chansons écossaises dans le canon de musique classique européen. De plus, le travail de Thompson a apporté des éléments de romantisme, comme les harmonies basées sur l’œuvre de Beethoven, à la musique classique d’Écosse. Scott a, lui aussi, contribué à la collection et la publication de chansons écossaises ; Les Chants de ménestrels de la frontière écossaise, publiés en trois volumes (1802–03), sont de fait son entrée dans le monde littéraire. Grâce à cette collection, il a pu, pour la première fois, attirer l’intérêt d’un public international. De plus, certains de ses textes ont été adaptés à la musique de Schubert, qui a créé une interprétation d’Ossian.

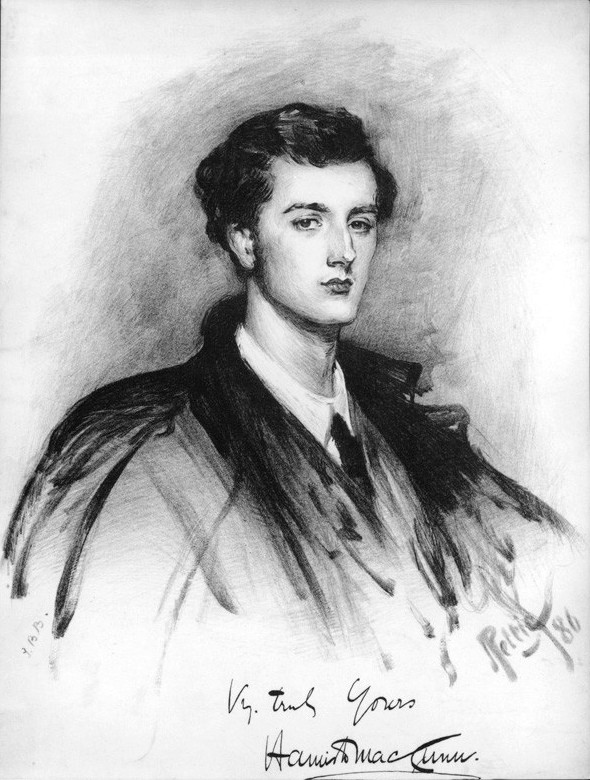
Hamish MacCunn

Le compositeur le plus influent de la première partie du XIXe siècle est peut-être l’Allemand Felix Mendelssohn. À partir de 1829, il a entrepris dix voyages en Grande-Bretagne et il y a passé, en tout, vingt mois. L’Écosse a inspiré deux de ses œuvres les plus connues, l’ouverture La Grotte de Fingal (ou les Hébrides), ainsi que la Symphonie Écossaise (Symphonie No. 3). Lors de sa dernière visite en Écosse en 1847, il a dirigé sa propre œuvre Symphonie écossaise avec l’Orchestre philharmonique devant la reine Victoria et le prince Albert. Max Bruch (1838–1920), lui, a composé la Fantaisie écossaise (1880) pour violons et orchestre ; l’œuvre comprend un arrangement de l’air « Hey Tuttie Tatie », connu pour avoir été utilisé par Burns dans sa chanson Scots Wha Hae.
Pendant la fin du XIXe siècle, il y avait en Écosse une école nationale de musique orchestrale et opératique. Parmi ses compositeurs les plus importants figurent Alexander Mackenzie (1847-1935), William Wallace (1860-1940), Learmont Drysdale (1866-1909), Hamish MacCunn (1868-1916) et John McEwen (1868-1948). Mackenzie, qui a étudié en Allemagne ainsi qu’en Italie et qui a mélangé des motifs écossais avec le romantisme allemand, est surtout connu pour ses trois rhapsodies écossaises (1879–80, 1911), Pibroch pour violon et orchestre (1889) et Concerto écossais pour piano (1897) ; celles-ci comprennent tous des motifs écossais ainsi que des mélodies folkloriques. L’œuvre de Wallace comprend une ouverture, In Praise of Scottish Poesie (1894) ; son poème symphonique novateur sur son homonyme médiéval nationaliste William Wallace 1305–1905 (1905); et sa cantate, The Massacre of the Macpherson (1910). L’œuvre de Drysdale traitait souvent de motifs écossais, comme dans son ouverture Tam O’ Shanter (1890), sa cantate The Kelpie (1891), son poème symphonique A Border Romance (1904), et sa cantate Tamlane (1905). L’ouverture The Land of the Mountain and the Flood (1887), Six Scotch Dances (1896), les opéras Jeanie Deans (1894) et Dairmid (1897) et les œuvres chorales sur des sujets écossais de MacCunn ont été décrits par I. G. C. Hutchison comme l’équivalent musical d’Abbotsford et de Balmoral. L’œuvre manifestement nationaliste de McEwen comprend Grey Galloway (1908), Solway Symphony (1911) et Prince Charlie, A Scottish Rhapsody (1924).

## Historiographie

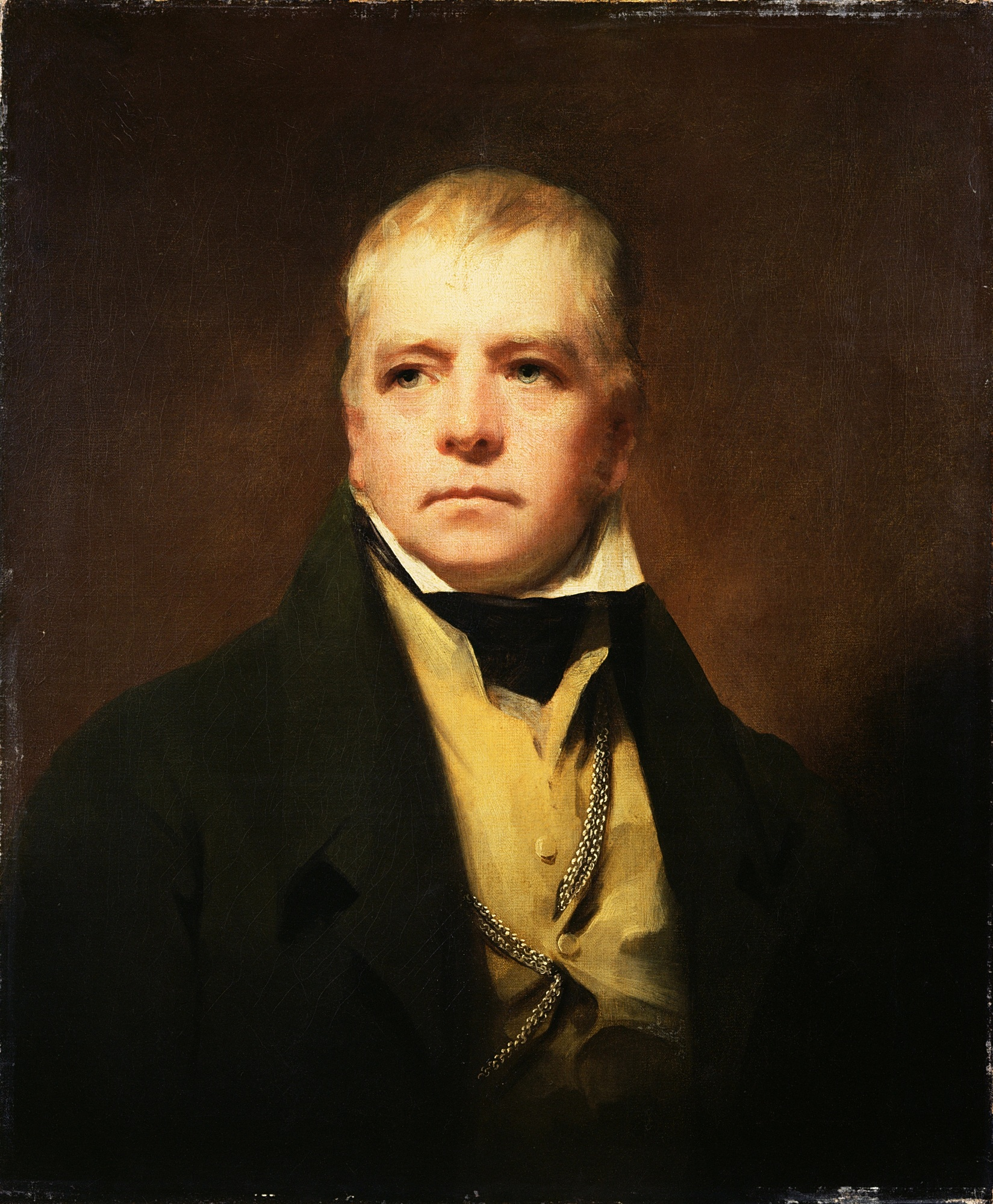
Portrait de Walter Scott par Raeburn, 1822

En opposition à l’histoire envisagée par les Lumières, qui tente de tirer des leçons du passé et de les appliquer à l’humanité, von Herder introduit le nouveau concept de Volksgeist, un esprit patriotique unique qui entraînerait un changement historique. Conséquemment, la production écrite d’une histoire nationale apparaît soudain en Europe. La nature et l’existence d’une historiographie écossaise nationale a été débattue parmi les historiens : ceux qui considèrent qu’une histoire nationale existe dès la période du Romantisme arguent qu’elle peut-être trouvée non pas dans la production de livres d’histoire majeurs, mais plutôt dans les ouvrages d’antiquaires et dans la fiction historique.
L’émergence d’une histoire nationale écossaise se base notamment sur l’intérêt porté aux antiquités, par exemple chez John Pinkerton (1758-1826), qui collectionne les balades, pièces de monnaie, médailles, artéfacts et des chansons écossais. Les historiens des Lumières considéraient l’histoire de l’Écosse comme barbare, particulièrement sa féodalité du Moyen Âge et les intolérances religieuses datant de la Réformation. Au contraire, les historiens du début du XIXe siècle réhabilitent ces périodes et les introduise comme objets d’étude sérieux. Cosmo Innes, avocat et antiquaire, auteur de Scotland in the Middle Ages (1860) et de Sketches of Early Scottish History (1861), a été comparé à l’historien Georg Heinrich Pertz, l’un des premiers chercheurs à compiler une histoire nationale de l’Allemagne. Histoire de l’Écosse, en neuf volumes, écrite par Patrick Fraser Tytler, et notamment la description favorable qu’il fait de Marie Stuart, a souvent été comparée à l’œuvre de Leopold von Ranke, considéré comme le père de l’histoire scientifique moderne. Tytler devient aussi le cofondateur, en 1823, de la Société des Bannatyne, laquelle a motivé la recherche historique en Écosse. Thomas M’Cries (1797–1875) publie les biographies de deux personnages détestés sous les Lumières, John Knox et Andrew Melville, qu’il réhabilite. L’Écosse Celte, étude en trois parties menée par W. F. Skene (1809–92), est quant à elle considérée comme la première enquête sérieuse de la région et participe à la renaissance de la culture celtique en Écosse.

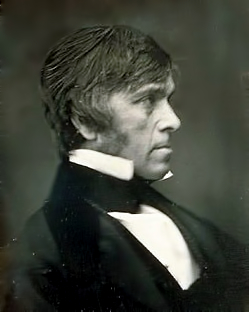
Thomas Carlyle, figure majeure du romantisme en Écosse

Thomas Carlyle (1795-1881) est l’une des figures majeures du romantisme écossais. Il est né en Écosse mais passe une partie de sa vie à Londres. Il fait découvrir au public britannique les œuvres des romantiques allemands comme Schiller et Goethe. Historien et philosophe, il fait notamment l’éloge des grands hommes politiques comme Napoléon Ier ou Oliver Cromwell. Son Histoire de la Révolution Française met en scène les souffrances de l’aristocratie française mais fait de l’Histoire elle-même une force indépendante. Il est souvent comparé à l’historien français Jules Michelet, qui use lui aussi d’”imagination historique” dans ses traités. L’historiographie romantique tend à encourager la subjectivité du lecteur et son identification aux personnages historiques. Néanmoins, Carlyle, contrairement à de nombreux historiens romantiques, reste cynique dans sa description de la nature humaine. Il considère que l’histoire est une forme de prophécie dont les motifs récurrents peuvent prédire le futur.
Les écrivains romantiques se positionnent pour la plupart contre l’empirisme invoqué par l’histoire des Lumières, et mettent en avant le rôle du “poète-historien”, qui sert de médiateur entre les sources historiques et le lecteur. Le poète-historien use de ses propres réflexions dans ses écrits, plutôt que de relater exclusivement les faits connus. Pour cette raison, certains historiens romantiques comme Thierry considéraient Walter Scott, dont les efforts ont permis de découvrir de nombreux nouveaux documents et sources pour ses romans, comme une autorité de l’écriture historique. Scott est aujourd’hui connu comme romancier, mais a tout de même publié une biographie de Napoléon en neuf volumes, et a eu une profonde influence sur la façon dont l’histoire, et particulièrement l’histoire de l’Écosse, est perçue et écrite aujourd’hui. Parmi les écrivains qui ont reconnu son influence, on compte Châteaubriand, Macaulay, et Ranke.

## Science

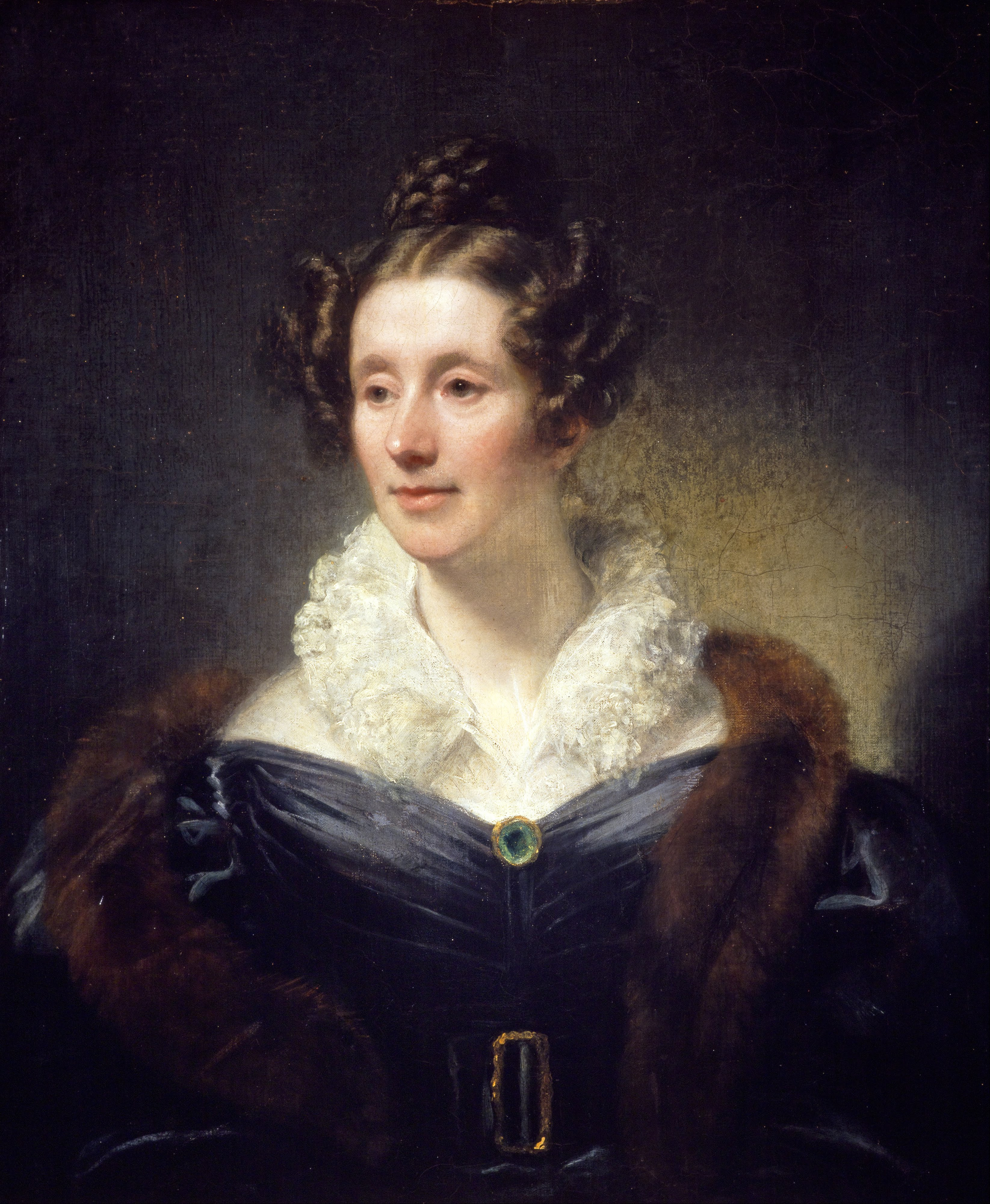
Mary Somerville, chef de file de la science Humboldtienne en Grande-Bretagne.

Le courant romantique a aussi eu une influence directe sur la recherche scientifique. Cependant, le comportement des romantiques face à la science varie beaucoup, de la méfiance pure et jusqu’à la promotion de la science non-mécanique, laquelle rejette les théories abstraites associées à Newton. La Naturphilosophie(littéralement “Philosophie de la Nature”), est une tendance majeure de la science continentale associée au Romantisme; elle est développée par Friedrich Schelling (1775-1854) et s’intéresse à la nécessité de réunir l’homme et la nature. Elle se base notamment sur les théories de Alexander von Humboldt (1769 - 1859). Selon Susan Cannon, cette forme de recherche se basait sur l’observation, sur des instruments de mesure et de nouveaux outils scientifiques, et sur un travail de terrain plutôt que dans un laboratoire. En privilégiant l’observation plutôt que les calculs, les scientifiques romantiques se sont souvent concentrés sur des axes de recherche permettant l’enquête et l’empirisme plutôt que la théorie; c’est-à-dire la biologie, la géologie, l’optique et l’astronomie.
James Allard considère que les origines de la médecine romantique écossaise se trouvent dans les travaux des Lumières, et notamment ceux des frères William (1718-83) et de John Hunter (1728-93), lesquels travaillaient comme chirurgiens et anatomistes à Édimbourg. John Brown (1735–88), Thomas Beddoes (1760–1808) et John Barclay (1758–1826) ont été particulièrement influencés par le Romantisme et les travaux d’Hunter. Brown, dans son Elementa Medicinae (1780), argue que la vie est une “énergie” ou “excitation” essentielle et qu’une maladie serait conséquemment la redistribution soit excessive, soit diminuée de l’intensité normale appartenant à l’organe humain —une théorie connue sous le nom de Brunonianisme. Son travail a particulièrement influencé la médecine allemande et le développement de la Naturphilosophie. Dans la continuité de cette idée, Barclay a identifié la physiologie comme la branche de la médecine la plus proche de la métaphysique dans son article pour l’encyclopédie Britannica de 1810. Les frères John (1763–1820) et Charles Bell (1774–1842) ont, quant à eux, entraîné des avancées importantes dans les domaines du système vasculaire et nerveux,.

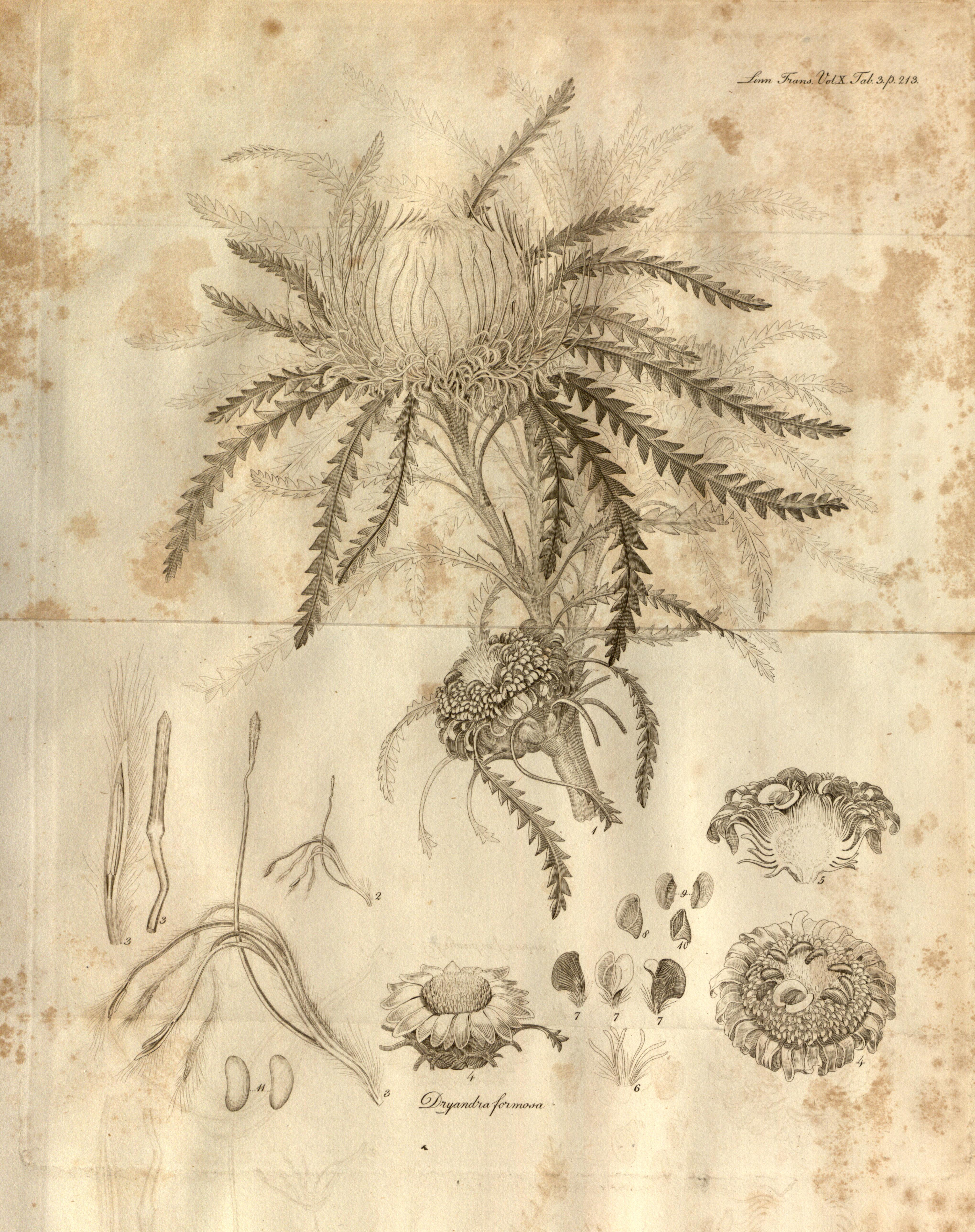
Un croquis extrait d’un article de Robert Brown : "On the natural order of plants called Proteaceae" (1810)

L’université d’Édimbourg a aussi fourni de nombreux chirurgiens pour la Marine Royale, et Robert Jameson (1774 - 1854), en tant que professeur d’histoire naturelle à l’université, s’est assuré que bon nombre de ses chirurgiens soient aussi naturalistes, afin qu’ils puissent poursuivre leurs recherches empiriques et humboldtiennes à travers le monde,. Parmi eux, Robert Brown (1773-1858), l’une des figures majeures de l’exploration australienne. Il est notamment le chercheur qui a découvert le noyau des cellules et le premier à avoir observé la Motion de Brown. Il doit beaucoup aux principes de la science humboldtienne et, d’après Noah Heringman, use de la “rhétorique du sublime”, si caractéristique des considérations romantiques, notamment concernant le paysage.
La pensée romantique est aussi palpable dans les écrits de Hugh Miller, géologue qui, dans la tradition de la Naturphilosophie, argue que la nature est une progression pré-ordonnée vers la nature humaine. Robert Chambers (1802–71), ami et traducteur des travaux de Scott, devient lui aussi géologue, poussant ses recherches jusqu’en Scandinavie et au Canada. Son Vestiges de l’Histoire Naturelle de la Création (1844) est l’un des travaux les plus exhaustifs en faveur de l’évolution avant Charles Darwin (1809 - 82). Son travail était aussi fortement influencé par l’anatomie transcendantale, laquelle s’intéressait aux motifs idéaux et à la structure présente dans la nature (en s’inspirant des théories de Goethe et Lorenz Oken (1779-1851),. Ces théories sont apparues en Écosse avec Robert Knox (1791-1862).
David Brewster (1781–1868), physicien, mathématicien et astronome, a, quant à lui, entrepris un travail fondamental dans le domaine de l’optique, et a notamment fourni un compromis entre les études de Goethe influencées par la Naturphilosophie et le système de Newton, que Goethe avait réfuté. Son travail a ensuite influencé de nombreuses découvertes géologiques, biologiques et astrologiques. Thomas Henderson (1798–1844) a, de son côté, mené des enquêtes diligentes en Afrique du Sud, lesquelles l’ont amené à calculer la distance nous séparant d’Alpha Centauri, avant de retourner à Édimbourg pour devenir le premier Astronome Royal d’Écosse à partir de 1834. Mary Somerville (1780–1872), influencée et admirée par Humboldt lui-même, est l’une des rares femmes scientifiques connues de l’époque, et a mené des travaux dans les domaines des mathématiques, de la géographie, de la physique et de l’astronomie. Enfin, contribuant à la « croisade magnétique » invoquée par Humboldt, l’astronome écossais John Lamont (1805–79) a notamment découvert une périodicité décennale dans le champ magnétique de la Terre.

## Politique

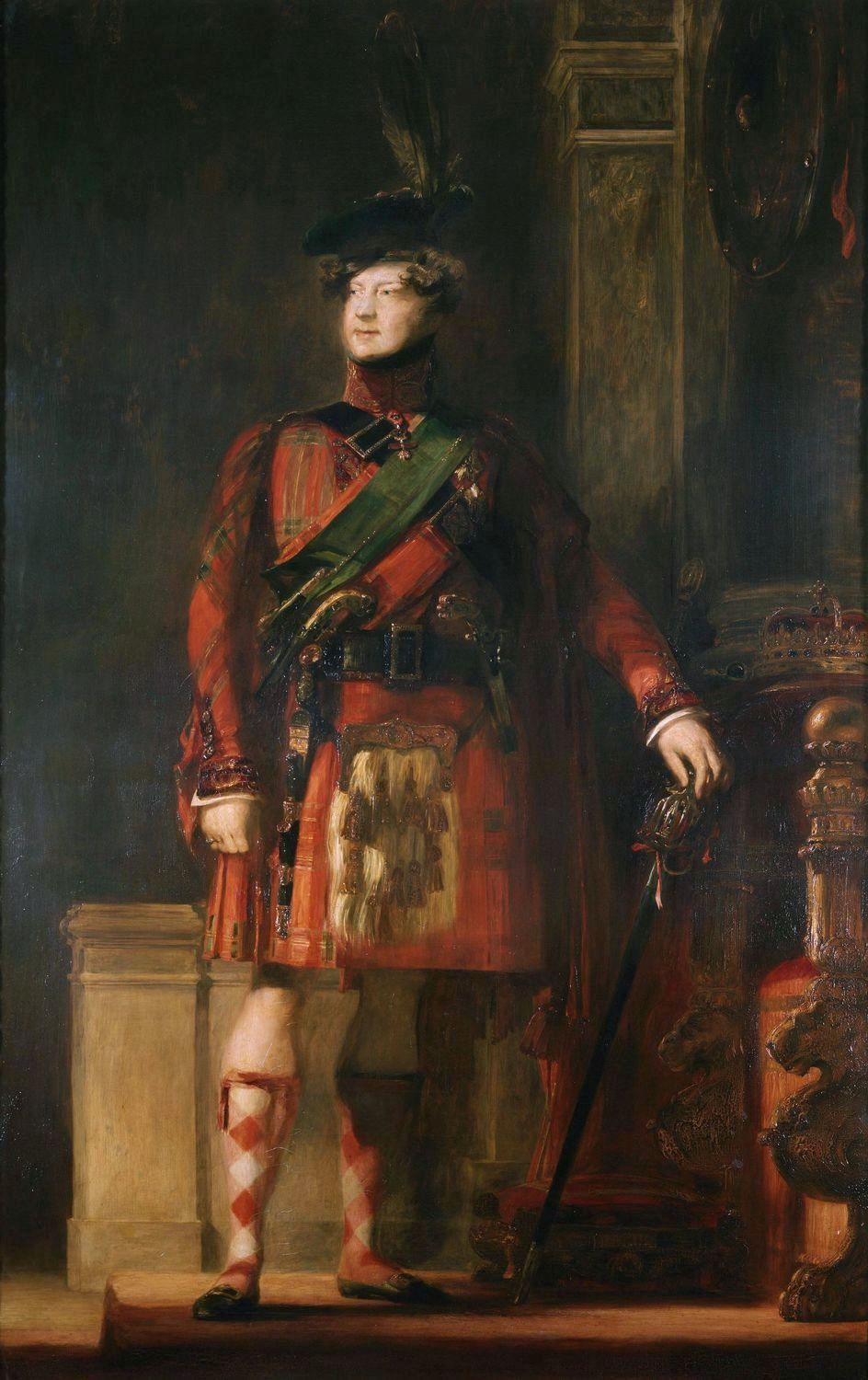
Un portrait flatteur du roi George IV portant un kilt, par David Wilkie

Après les révoltes Jacobines, le mouvement politique visant à  ré-instituer le Roi James II d’Angleterre, le gouvernement britannique a introduit une série de lois pour tenter d’accélérer l’élimination du système clanique présent en Écosse. Ces mesures incluaient l’interdiction de porter le blason du clan ainsi que leur tartan, et une limitation des activités de l’Église épiscopale. La majorité de cette législation a ensuite été révoquée, à la fin du XVIIIe siècle, lorsque la menace Jacobine a disparu.
C’est dans ce contexte qu’apparaît la renaissance de la culture des Highlands. Dans les années 1820, le tartan et le kilt sont adoptés par l’élite sociale, en Écosse et partout en Europe,. La tendance internationale du tartan, et la romanticisation systématique des Highlands, a certainement été entraînée par le Cycle Ossianique, et les autres œuvres populaires de Walter Scott. Sa rendition de la visite royale du roi George IV en Écosse en 1822 et le fait que le roi lui-même portait un tartan engendra une croissance fulgurante de la demande pour les kilts et les tartans, demande que l’industrie écossaise ne pouvait seule prendre en charge. Les tartans individuels claniques se sont pour la plupart définis à cette période, devenant un symbole majeur de l’identité écossaise. L’Écosse entière a rapidement été définie par la culture des Highlands aux yeux des continentaux, tendance encore cémentée par l’intérêt que la reine Victoria a ensuite montré pour le pays, le choix de faire du château de Balmoral l’une des retraites royales les plus fréquentes, et son intérêt pour l’art du tartan.
L’engouement pour les Highlands et l’adoption du Jacobinisme dans la culture populaire ont été considérés comme ayant contribué à l’harmonisation des relations avec l’Angleterre et le gouvernement Whig. Dans de nombreux pays, le romantisme a joué un rôle majeur dans l’émergence de courants d’indépendance radicaux, notamment grâce à l’émergence d’identités nationales. Tom Nairn considère cependant que le romantisme en Écosse ne s’est pas développé de la même façon qu’en Europe, et que l’intelligentsia écossaise, devenue nomade, a préféré s’expatrier en Angleterre et en Europe et n’a de ce fait pas communiqué aux classes ouvrières leur nationalisme culturel. Graeme Moreton et Lindsay Paterson arguent que c’est l’absence d’interventionnisme de la part de l’état britannique qui a permis cette harmonie, car la classe ouvrière n’avait rien à reprocher à l’Union. Atsuko Ichijo parle de l’existence d’un nationalisme écossais, mais sous la forme d’un nationalisme “unioniste”,. Une forme de radicalisme politique a néanmoins existé pendant le courant romantique en Écosse, et notamment à travers la fondation des Amis du Peuple en 1792, et la création de l’Association Nationale pour la Vindication des Droits de l’Écosse en 1853,; cependant, l’identité écossaise n’était pas le sujet central des considérations politiques radicales avant le XXe siècle.

## Philosophie

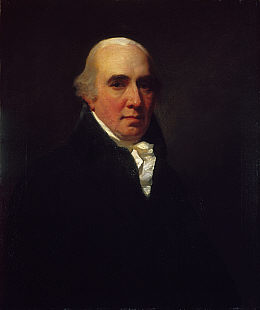
Dugald Stewart, figure majeure de l’École du Sens Commun

Le courant de pensée philosophique le plus important en Écosse à la fin du XVIIIe siècle et pendant la première moitié du XIXe siècle est connu sous le nom de L’École du Sens Commun. Elle prône l’idée que certains concepts, comme notre existence, l’existence des objets tangibles et des principes moraux les plus naturels sont fondamentaux. Les idées subséquentes et système de moralité doivent donc en dériver directement. Cette philosophie peut être considérée comme un compromis entre les nouvelles avancées scientifiques et la croyance religieuse. Elle naît en réaction au scepticisme des Lumières, et notamment celui du philosophe écossais David Hume (1711-76). C’est Thomas Reid (1710-96) qui est le pionnier de ce mouvement, avec son volume sur les Principes du Sens Commun (1764), ensuite popularisé par des professeurs comme Dugald Stewart, qui compte Walter Scott et Walter Chambers parmi ses élèves. Cette branche philosophique a aussi influencé Charles Darwin,.
L’École du Sens Commun a non seulement dominé la pensée écossaise, mais a aussi eu un impact majeur sur les intellectuels français, américains, allemands, etc. Victor Cousin (1792–1867) a participé à la diffusion de cette pensée en France lorsqu’il l’intégre au curriculum de philosophie lors de son mandat en tant que ministre de l’Education. En Allemagne, le Sens Commun a inspiré Humboldt et encouragé la naissance de l’Idéalisme allemand. James McCosh (1811-94) a diffusé les théories de l’École du Sens Commun aux États-Unis, et notamment à l’université de Princeton, dont il était président. Par conséquent, le Sens Commun est devenu une des influences majeures du développement de l’une des ramifications philosophiques du romantisme en Nouvelle-Angleterre, le transcendantalisme, et notamment dans les écrits de Ralph Waldo Emerson.

## Déclin

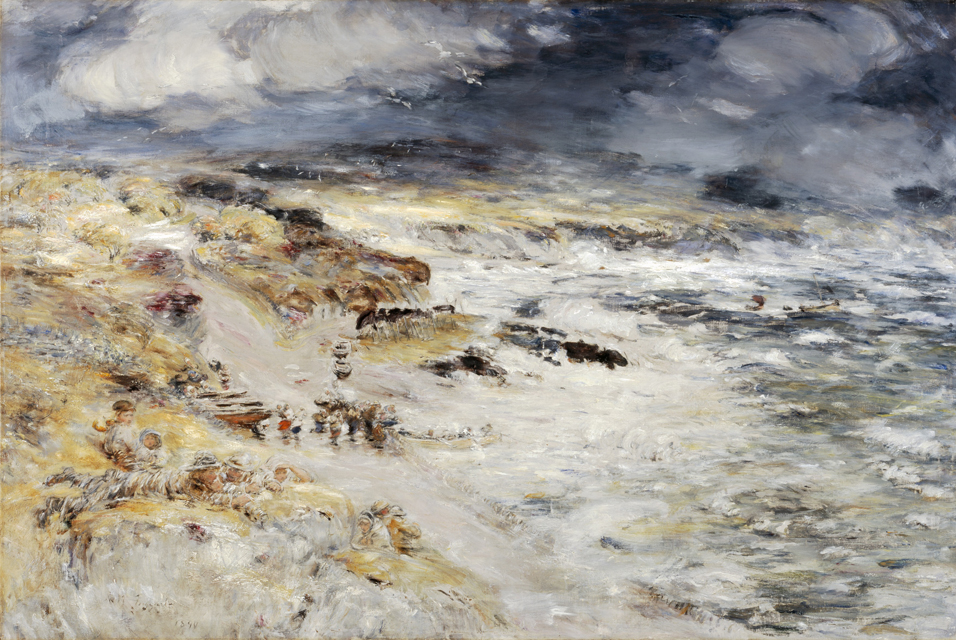
La Tempête, par William McTaggart

En littérature, il est commun de considérer que le romantisme prend fin dans les années 1830,, même si quelques critiques comme Margaret Drabble vont jusqu’à 1848. Le Romantisme a cependant perduré beaucoup plus longtemps dans certains domaines, et notamment en musique, où son déclin semble commencer au début du XXe siècle. La mort de Walter Scott en 1832 est l’une des étapes qui marquent la fin de la grande génération romantique, et la littérature et la culture écossaises en général ont perdu de leur prominence internationale  à cette époque. La réputation de Scott a aussi décliné pendant le XIXe siècle, mais a repris son essor pendant le XXe. Les avancées économiques et sociales et le développement des technologies ferroviaires ont contribué à diminuer l’influence culturelle d’Édimbourg, qui avait été, jusque-là, considérée comme une alternative à la capitale Londonienne. Nombre de maisons d’éditions ont conséquemment déménagé à Londres, et le manque d’opportunités politiques et littéraires en Écosse ont poussé de nombreux autochtones  à rejoindre l’Angleterre ou le continent.
Dans le domaine des arts, la peinture des paysages écossais a continué pendant le XIXe siècle, mais le mouvement romantique a fait place aux influences de l’impressionnisme français, au post-impressionnisme et, finalement, au modernisme. Bien que le romantisme ait persisté en musique plus longtemps que dans d’autres domaines culturels, des mouvements anti-romantiques en Angleterre ont fini par attaquer le courant romantique pendant le XXe siècle,,. Marinel Ash note qu’après la mort de Walter Scott, l’engouement pour l’histoire nationale écossaise a perdu de son momentum; Colin Kidd note un changement d’attitude envers l’écriture historique, changement qui pourrait expliquer l’absence d’enthousiasme pour le nationalisme politique. Dans le monde scientifique, l’expansion rapide du savoir et de la technique a encouragé la tendance à la spécialisation et professionnalisation des chercheurs, avec un déclin du rôle polyvalent d’homme de lettres et d’amateur scientifique qui dominait encore pendant le romantisme. Enfin, l’École du Sens Commun s’est vu disparaître face à l’empirisme Anglais, développé par John Stuart Mill dans son Examen de la Philosophie de Sir William Hamilton (1865).

## Influence

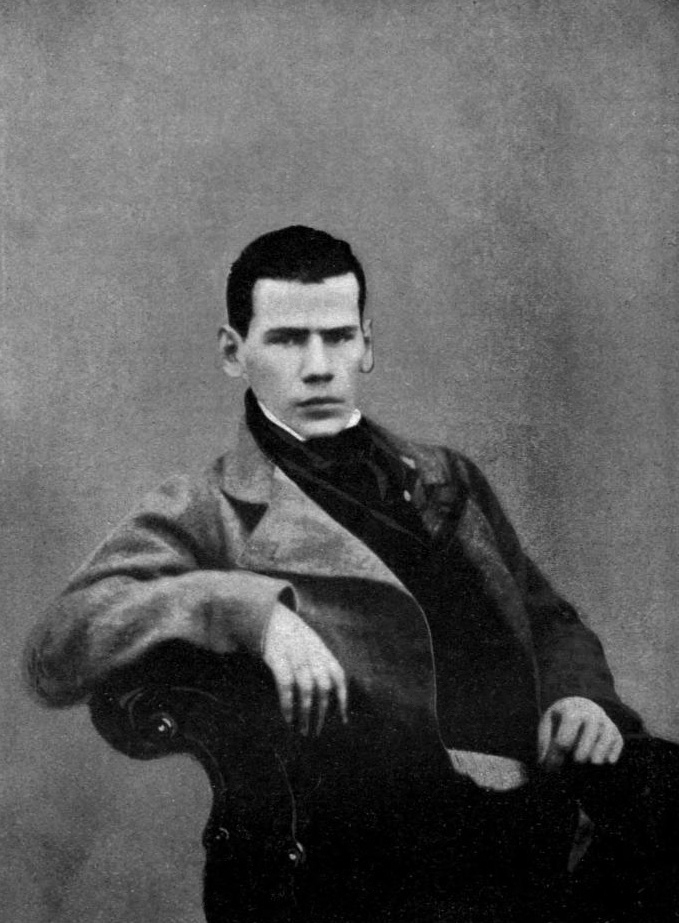
Léon Tolstoï jeune; Tolstoï est un des nombreux écrivains directement influencé par le romantisme écossais

Avec des écrivains comme Burns et Macpherson, l’Écosse peut être considérée comme l’une des pionnières du mouvement romantique. Walter Scott est, quant à lui, devenu une figure internationale de la littérature. En développant le roman historique, il a influencé de nombreux écrivains de renom international à travers le monde, et notamment Alexandre Dumas et Honoré de Balzac en France, Léon Tolstoï en Russie, et Alessandro Manzoni en Italie. Les paysages écossais, en peinture, a inspiré les peintres anglais, et notamment J. M. W. Turner. Le style baronial écossais a, en architecture, été imité en Angleterre, aux États-Unis, en Australie et en Nouvelle-Zélande. Enfin, dans le domaine de la musique, les efforts de Burns, Scott ou Thompson ont permis d’accroître le rayonnement de la musique classique écossaise, et l’influence tardive de compositeurs comme MacCun ont participé directement à la renaissance de la musique classique britannique à la fin du XIXe siècle.
Le concept de puissance historique et le concept romantique de révolution ont fortement influencé les transcendantalistes comme Emerson, et la littérature américaine en général. Les recherches des romantiques dans le domaine de la science ont encouragé et maintenu la proéminence et la réputation internationales de l’Écosse, lesquelles avaient déjà pris leur essor pendant le siècle des Lumières. Elles ont également permis de nombreuses avancées dans le domaine de la géologie et de la biologie. Selon Robert D. Purington, le XIXe siècle « semble être le siècle de la science écossaise ». Politiquement, le romantisme a permis de désamorcer de nombreuses tensions au sein de du nouveau Royaume-Uni, et d’assurer tout à la fois la survie d’une identité nationale écossaise distincte, identité qui jouerait un rôle capital dans la politique écossaise de la fin du XXe siècle. À l’international, la perception de l’Écosse, de sa nature, sa culture, ses avancées scientifiques et ses œuvres d’art sont encore aujourd’hui largement définis par ce que l’Écosse a produit pendant la période romantique.